# Burgrieden
Burgrieden är en kommun i Landkreis Biberach i det tyska förbundslandet Baden-Württemberg. Kommunen består av ortsdelarna (tyska Ortsteile) Burgrieden, Rot och Bühl. Folkmängden uppgår till cirka 4 300 invånare, på en yta av 21,86 kvadratkilometer.
Kommunen ingår i kommunalförbundet Stadt Laupheim tillsammans med staden Laupheim och kommunerna Achstetten och Mietingen.

## Befolkningsutveckling
| Befolkningsutvecklingen i Burgrieden 1975–2015 | Befolkningsutvecklingen i Burgrieden 1975–2015 | Befolkningsutvecklingen i Burgrieden 1975–2015 | Befolkningsutvecklingen i Burgrieden 1975–2015 | Befolkningsutvecklingen i Burgrieden 1975–2015 |
| ---------------------------------------------- | ---------------------------------------------- | ---------------------------------------------- | ---------------------------------------------- | ---------------------------------------------- |
|                                                |                                                |                                                |                                                |                                                |
| År                                             |                                                |                                                | Folkmängd                                      | Areal (ha)                                     |
| 1975                                           | 1975                                           |                                                | 2 382                                          | 2 187                                          |
| 1980                                           | 1980                                           |                                                | 2 413                                          |                                                |
| 1985                                           | 1985                                           |                                                | 2 514                                          |                                                |
| 1990                                           | 1990                                           |                                                | 2 573                                          |                                                |
| 1995                                           | 1995                                           |                                                | 3 280                                          |                                                |
| 2000                                           | 2000                                           |                                                | 3 426                                          |                                                |
| 2005                                           | 2005                                           |                                                | 3 586                                          |                                                |
| 2010                                           | 2010                                           |                                                | 3 619                                          |                                                |
| 2015                                           | 2015                                           |                                                | 3 740                                          |                                                |
|                                                |                                                |                                                |                                                |                                                |